# Toronto Falcons
Toronto Falcons – kanadyjski klub piłkarski z Toronto, w prowincji Ontario. Drużyna występowała w lidze NPSL (1967) i lidze NASL (1968), a jego domowym obiektem był Varsity Stadium. Zespół istniał w latach 1967–1968.

## Historia
Klub został założony w 1967 roku i w tym samym roku przystąpił do rozgrywek ligi NPSL. Po zakończeniu sezonu ligi NPSL i USA połączyły się ze sobą i utworzyły ligę NASL. Lokalny rywal klubu, Toronto City w tym samym roku został rozwiązany.
W sezonie 1968, po przystąpieniu drużyny do rozgrywek ligi NASL, trenerem klubu został Ladislav Kubala. Klub pod jego wodzą 13 razy wygrał, 6 razy zremisował i 13 razy przegrał w rundzie zasadniczej i nie awansował do fazy play-off. Z powodu problemów finansowych klubu, po zakończeniu sezonu klub został rozwiązany.
W 1971 roku w Toronto powstał nowy klub ligi NASL - Toronto Metros.

## Sezon po sezonie
| Sezon | Liga | Z  | R | P  | Pkt | Sezon                        | Playoff                | Śr. frekwencja |
| ----- | ---- | -- | - | -- | --- | ---------------------------- | ---------------------- | -------------- |
| 1967  | NPSL | 10 | 5 | 17 | 127 | 4.miejsce, Dywizja Wschodnia | Nie zakwalifikował się | 3,792          |
| 1968  | NASL | 13 | 6 | 13 | 144 | 3.miejsce, Dywizja Lakes     | Nie zakwalifikował się | 5,336          |

## Zawodnicy
Podczas sezonu 1967 zawodnikami klubu byli: szkocki bramkarz Bill Brown, kanadyjski obrońca Tony Lecce, włoski obrońca Guglielmo Burelli, brazylijski napastnik Iris DeBrito, czechosłowacki napastnik Yanko Daučík - syn trenera Ferdinanda Daučíka oraz szwagier późniejszego trenera Ladislava Kubali, oraz jego bratanek Branko. W sezonie 1968 w klubie występował Salwadorski bramkarz - Raúl Magaña.

## Trenerzy
- 1967–1968:  Ferdinand Daučík
- 1967–1968:  Hector Leonardo Marinaro
- 1967–1968:    Ladislav Kubala